# John Njue
John Njue (sinh 1944) là một Hồng y người Kenya của Giáo hội Công giáo Rôma. Ông hiện đảm nhận vị trí Tổng giám mục Tổng giáo phận Nairobi. Ông từng giữ các chức vị khác như: Giám mục Embu, Tổng giám mục Phó Nyeri, Giám quản Hạt Đại diện Tông Tòa Isiolo, Giáo phận Murang'a, Tổng giáo phận Nyeri và đặc biệt là khoảng thời gian dài ở vị trí Chủ tịch Hội đồng Giám mục Kenya.

## Tiểu sử
Hồng y Njue sinh năm 1944 tại Embu, Kenya. Sau quá trình tu học, ngày 6 tháng 1 năm 1973, ông được phong chức linh mục bởi Giáo hoàng Phaolô VI, tân linh mục thuộc Giáo phận Embu.
Ngày 9 tháng 6 năm 1986, Tòa Thánh chọn linh mục John Njue làm Giám mục chính tòa Giáo phận Embu. Tân giám mục được tấn phong sau đó vào ngày 20 tháng 9 cùng năm, bởi các thừa tác viên chủ sự nghi thức gồm Chủ phong là Hồng y Jozef Tomko, Quyền Tổng trưởng Thánh bộ Phúc Âm hóa các dân tộc [còn gọi là Thánh bộ Truyền giáo]. Hai vị phụ phong gồm: Silas Silvius Njiru, Giám mục Giáo phận Meru và Raphael S. Ndingi Mwana'a Nzeki, Giám mục Giáo phận Nakuru. Tân giám mục quyết định chọn khẩu hiệu:In veritate Testimonium in caritate servitium. Từ năm 1997 đến năm 2003, ông còn là Chủ tịch Hội đồng Giám mục Kenya.
Ngày 9 tháng 3 năm 2002, Tòa Thánh thăng Giám mục Njue làm Tổng giám mục Phó Tổng giáo phận Nyeri. Từ năm 2005 đến ngày 25 tháng 1 năm 2006, ông còn là Giám quản Tông Tòa Hạt Đại diện Tông Tòa Isiolo. Tháng 11 năm 2006, ông kiêm nhiệm nhiệm vụ Giám quản Tông Tòa Giáo phận Murang'a. Nhiệm vụ này chấcm dứt ngày 4 tháng 4 năm 2009. Ngày 6 tháng 10 năm 2007, Tòa Thánh bất ngờ loan tin chọn Tổng giám mục Njue làm Tổng giám mục chính tòa Tổng giáo phận Nairobi. Ông nhận chức vị này ngày 1 tháng 11 sau đó. Song song với chức vị này, từ năm 2006 đến năm 2015, ông còn đảm nhận nhiệm vụ Chủ tịch Hội đồng Giám mục Kenya.
Trong Công nghị Hồng y ngày 24 tháng 11 năm 2007, Giáo hoàng Biển Đức XVI vinh thăng Tổng giám mục Njue tước vị Hồng y Nhà thờ Preziosissimo Sangue di Nostro Signore Gesù Cristo. Ông đã đến đây nhận nhà thờ hiệu tòa mình vào ngày 17 tháng 2 năm 2008. Từ tháng 12 năm 2007 đến ngày 19 tháng 4 năm 2008, ông còn kiêm thêm chức Giám quản Tông Tòa Tổng giáo phận Nyeri.